# Giaele (nome)
Giaele  è un nome proprio di persona italiano femminile.

## Varianti
- Giaiele[3], Giachele

## Varianti in altre lingue
- Catalano: Jael[4]
- Ebraico: יָעֵל (Ja'el, Jael)[5]
- Francese: Yaël
- Greco biblico: Ιαήλ (Iaḗl)[2][5]
- Inglese: Jael[5], Jahel[6], Yael
- Latino: Iahel[2][5]
- Olandese: Yael
- Polacco: Jael
- Serbo-croato: Yael, Jael, Jailj
- Spagnolo: Jael[4]
- Tedesco: Jaël

## Origine e diffusione

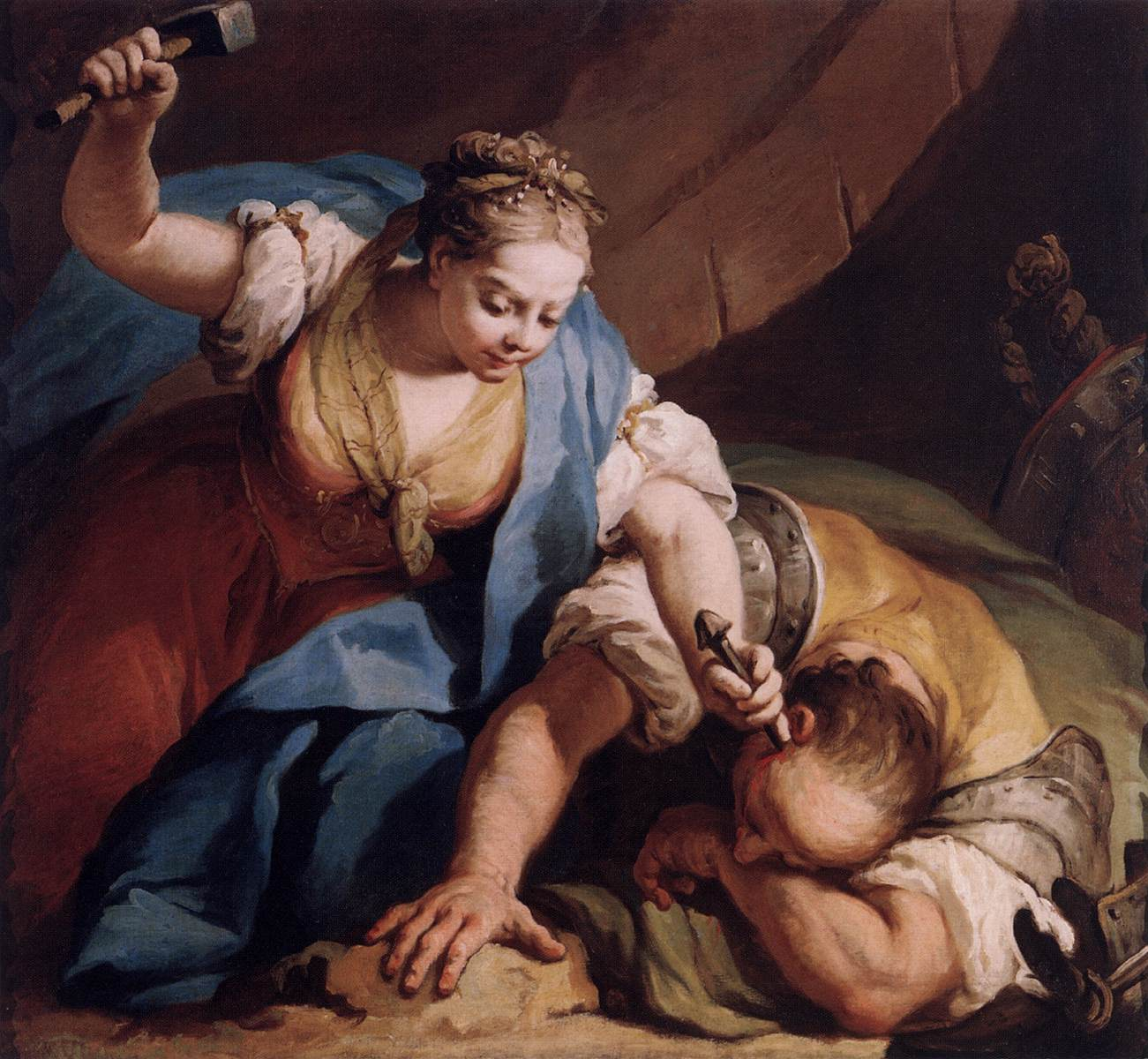
Giaele e Sisara, di Jacopo Amigoni

Si tratta di un nome biblico, portato nel libro dei Giudici da Giaele, la donna ebrea che uccise il generale Sisara, nemico degli israeliti; l'episodio biblico è ricordato da Alessandro Manzoni nell'ode Marzo 1821, ove il poeta, con riferimento a Dio, scrive: "quel che in pugno alla maschia Giaele / pose il maglio ed il colpo guidò".
Etimologicamente deriva dal nome ebraico יָעֵל (Ya'el); la maggioranza delle interpretazioni gli dà il senso di "capra di montagna" o "capra selvatica", ma vi sono anche fonti che lo considerano un nome teoforico (individuando al suo interno l'elemento El, "Dio", comune nell'onomastica ebraica) o che gli danno il significato di "che giova", "che è utile".
Il nome gode di scarsa diffusione in Italia, e negli anni 1970 se ne contavano circa cinquecento occorrenze, di cui la metà in Emilia-Romagna e il resto sparso nel Centro-Nord.

## Onomastico
Non vi sono sante di nome Giaele, quindi il nome è adespota; l'onomastico si può eventualmente festeggiare il 1º novembre, ricorrenza di Tutti i Santi.

## Persone

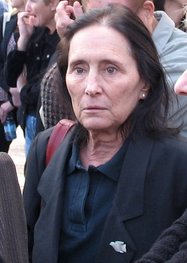
Yael Dayan

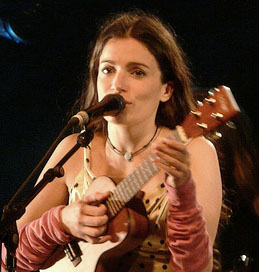
Yael Naim

### Variante Yael
- Yael Abecassis, attrice e modella israeliana
- Yael Dayan, scrittrice e politica israeliana
- Yael Grobglas, attrice e cantante israeliana
- Yael Naim, cantautrice israeliana
- Yael Oviedo, calciatrice argentina
- Yael Stone, attrice australiana

### Altre varianti
- Jaël, cantante e chitarrista svizzera

## Il nome nelle arti
- Jael Cracken è uno pseudonimo utilizzato da Brian Aldiss.